# Шафир (региональный совет)
Шафир (ивр. שפיר‎) — региональный совет в Южном административном округе Израиля, в пустыне Негев, недалеко от городов Кирьят-Гат и Кирьят-Малахи. 
В региональный совет входят 14 населённых пунктов: 1 кибуц, 10 мошавов и 3 общинных поселения.

## Население
По статистическим данным Центрального статистического бюро Израиля население регионального совета на 2024 год составляет 13 875 человек.